# Лапотейр, Джейн
Джейн Лапотейр (англ. Jane Lapotaire; род. 26 декабря 1944, Ипсуич, Суффолк) — британская актриса театра, кино и телевидения.

## Биография
Джейн Лапотейр родилась 26 декабря 1944 года в Ипсуиче, Великобритания. В 1960-х училась в англ. Bristol Old Vic Theatre School. Впервые обратила на себя внимание успешной ролью Эдит Пиаф в одноимённой пьесе (1977). В кино начала сниматься с 1968 года.
С 1971 по 1980 года была замужем за режиссёром Роланом Жоффе, развод, сын — Роуэн Жоффе (р. 1973), ныне сценарист и режиссёр.
В 2001 году у неё произошло внутримозговое кровоизлияние, полностью от болезни Джейн оправилась лишь к 2009 году.

## Роли в театре
- Венецианский купец / The Merchant of Venice
- Пиаф / Piaf — Эдит Пиаф — премия «Тони»
- Мастеркласс / Masterclass — примадонна Мария Каллас
- Гамлет / Hamlet — Гертруда
- Земля теней / Shadowlands
- / Dear Anyone
- Антигона / Antigone
- Венеция сохранённая / Venice Preserved
- Призраки / Ghosts
- Генрих VIII / Henry VIII
- Шекспир, как я её знаю / Shakespeare As I Knew Her — моноспектакль

## Избранная фильмография
- 1968 — Шерлок Холмс / Sherlock Holmes — Энни Гаррисон (в эпизоде «The Naval Treaty»)
- 1970 — Крещендо / Crescendo — Лиллиан
- 1971 — Джейсон Кинг / Jason King — французская горничная (в эпизоде «Buried in the Cold Cold Ground»)
- 1971 — Соперники Шерлока Холмса / The Rivals of Sherlock Holmes — Эмили Шоу (в эпизоде «The Case of Laker, Absconded»)
- 1972 — Антоний и Клеопатра / Antony and Cleopatra — Чармиан
- 1972 — Каллан / Callan — Кристина (в эпизоде «The Contract»)
- 1972 —  / Armchair Theatre — Джин (в эпизоде «On Call»)
- 1972 и 1976 — Повседневные игры / Play for Today — Элис Стокер/Ким/Магдалена (в трёх эпизодах)
- 1973 — Дух мертвеца / The Asphyx — Кристина Каннингем
- 1973 — Ван дер Вальк / Van der Valk — Элли (в эпизоде «Rich Man, Poor Man»)
- 1973 — Королевский суд / Crown Court — Джульетта Томлин (в эпизоде «Robin and his Juliet: Part 1»)
- 1975 — Эдуард VII[англ.] / Edward the Seventh — принцесса / императрица Дагмар (в шести эпизодах)
- 1975 — Пропавший динозавр / One of Our Dinosaurs Is Missing — мисс Прескотт
- 1978 — Крылья / Wings — Энн Босье (в эпизоде «Another Country»)
- 1978 — Корона дьявола / The Devil's Crown — Алиенора Аквитанская (в четырёх эпизодах)
- 1983 — Эврика / Eureka — Хелен Маккэн
- 1986 — Леди Джейн / Lady Jane — Мария I (королева Англии)
- 1987 — Наполеон и Жозефина / Napoleon and Josephine: A Love Story — Летиция Рамолино
- 1989 — Убийство в лунном свете / Murder on the Moon — Луиза Маки
- 1992—1993 — Любовь зла / Love Hurts — Диана Варбург (в двадцати эпизодах)
- 1994 — Инспектор Аллейн расследует / The Inspector Alleyn Mysteries — Элспет Кост (в эпизоде «Dead Water»)
- 1996 — Рат Ренделл расследует / The Ruth Rendell Mysteries — Анук Хури (в трёх эпизодах)
- 1996 — Прожить жизнь с Пикассо / Surviving Picasso — Ольга Пикассо
- 1996 — Ветхий Завет. Библия в анимации / Testament: The Bible in Animation — Сарра (м/ф, озвучивание)
- 1996, 2009 — Катастрофа / Casualty — Эйлин Ярвис / Морин (в трёх эпизодах)
- 1997 — Маккаллум / McCallum — Мириам Конрад (в эпизоде «Sacrifice»)
- 1997 — Надувательство / Shooting Fish — директор школы
- 2000 — Арабские приключения / Arabian Nights — Мириам
- 2000 — Есть только один Джимми Гримбл / англ. There's Only One Jimmy Grimble — Элис Брювер
- 2001 — Убийства в Мидсомере / Midsomer Murders — Мэри Мохан (в эпизоде «Who Killed Cock Robin?»)
- 2004 — Белла и мальчики / Bella and the Boys — миссис Роджерс
- 2004 — Он так и знал / He Knew He Was Right — леди Милбороу (в двух эпизодах)
- 2005 — Инспектор Линли расследует / The Inspector Lynley Mysteries — Фиона Дикин-Джонс (в эпизоде «Word of God»)
- 2006 — Элизабет Дэвид: Жизнь в рецептах / Elizabeth David: A Life in Recipes — Эрнестина Картер
- 2006 — Одиннадцатый час / Eleventh Hour — Гепетто (в эпизоде «Resurrection»)
- 2009 — Суд и возмездие / Trial & Retribution — Тесс (в эпизоде «Ghost Train: Part 1»)

## Награды и номинации[5]
- 1978 — BAFTA за «лучшую женскую роль» в фильмах «Мария Кюри» и «Возвращение» — номинация
- 1981 — Тони за «лучшую женскую роль на сцене» в спектакле «Пиаф» — победа
- 1983 — CableACE Award за «лучшую актрису в театральной или не-музыкальной программе» в фильме «Пиаф» — номинация
- 1989 — BAFTA за «лучшую женскую роль» в сериале «Слепое правосудие» — номинация
- 2025 — Командор ордена Британской империи (13 июня 2025 года)[6]